# Премия «Сатурн» за лучшую мужскую роль в потоковом телевизионном сериале
Премия «Сатурн» в категории «Лу́чшая мужска́я роль в пото́ковом телевизио́нном сериа́ле» (англ. Saturn Award for Best Actor in a Streaming Television Series) — одна из ежегодных наград, присуждаемых американской профессиональной организацией «Академия научной фантастики, фэнтези и фильмов ужасов». Премия «Сатурн» — старейшая кинопремия, присуждаемая за достижения в области научной фантастики, фэнтези и ужасов (премия «Хьюго» в категории «Лучшая драматическая постановка», присуждаемая Всемирным обществом научной фантастики, которое награждает научную фантастику и фэнтези в различных средствах массовой информации, является старейшей наградой для фантастических и фантастических фильмов).
Награда была представлена на 45-й церемонии вручения премии «Сатурн» за лучшие выступления актеров в потоковых презентациях. Он не проводился на 46-й церемонии вручения премии, но вновь проводился на 47-й церемонии вручения премии под своим текущим названием.

## Номинации
| Год         | Актёр             | Телесериал                           | Стриминговый сервис | Персонаж                                                              |
| ----------- | ----------------- | ------------------------------------ | ------------------- | --------------------------------------------------------------------- |
| 2018        | Генри Томас       | «Призрак дома на холме»              | Netflix             | Хью Крайн                                                             |
| 2018        | Пенн Бэджли       | «Ты»                                 | Netflix             | Джо Голдберг                                                          |
| 2018        | Джон Бернтал      | «Каратель»                           | Netflix             | Фрэнк Касл / Каратель                                                 |
| 2018        | Чарли Кокс        | «Сорвиголова»                        | Netflix             | Мэтт Мёрдок / Сорвиголова                                             |
| 2018        | Зак Эфрон         | «Красивый, плохой, злой»             | Netflix             | Тед Банди                                                             |
| 2018        | Джон Красински    | «Джек Райан»                         | Amazon              | Джек Райан                                                            |
| 2018        | Дэвид Теннант     | «Благие знамения»                    | Amazon              | Кроули                                                                |
| 2019 / 2020 | Не представлялась | Не представлялась                    | Не представлялась   | Не представлялась                                                     |
| 2021 / 2022 | Оскар Айзек       | «Лунный рыцарь»                      | Disney+             | Марк Спектор / Лунный рыцарь, Стивен Грант / Мистер Найт, Джейк Локли |
| 2021 / 2022 | Том Хиддлстон     | «Локи»                               | Disney+             | Локи Лафейсон                                                         |
| 2021 / 2022 | Энтони Маки       | «Сокол и Зимний солдат»              | Disney+             | Сэм Уилсон / Сокол                                                    |
| 2021 / 2022 | Юэн Макгрегор     | «Оби-Ван Кеноби»                     | Disney+             | Оби-Ван Кеноби                                                        |
| 2021 / 2022 | Энсон Маунт       | «Звёздный путь: Странные новые миры» | Paramount+          | Кристофер Пайк                                                        |
| 2021 / 2022 | Адам Скотт        | «Разделение»                         | Apple TV+           | Марк Скаут                                                            |
| 2021 / 2022 | Энтони Старр      | «Пацаны»                             | Amazon Prime Video  | Джон Гиллман / Хоумлендер                                             |